# Stara Juńcza
Stara Juńcza – wieś w południowej części województwa pomorskiego, w powiecie chojnickim, w gminie Czersk. 
Miejscowość wchodzi w skład sołectwa Gotelp.
W latach 1975–1998 miejscowość administracyjnie należała do województwa bydgoskiego.